# 萨维那红辣椒

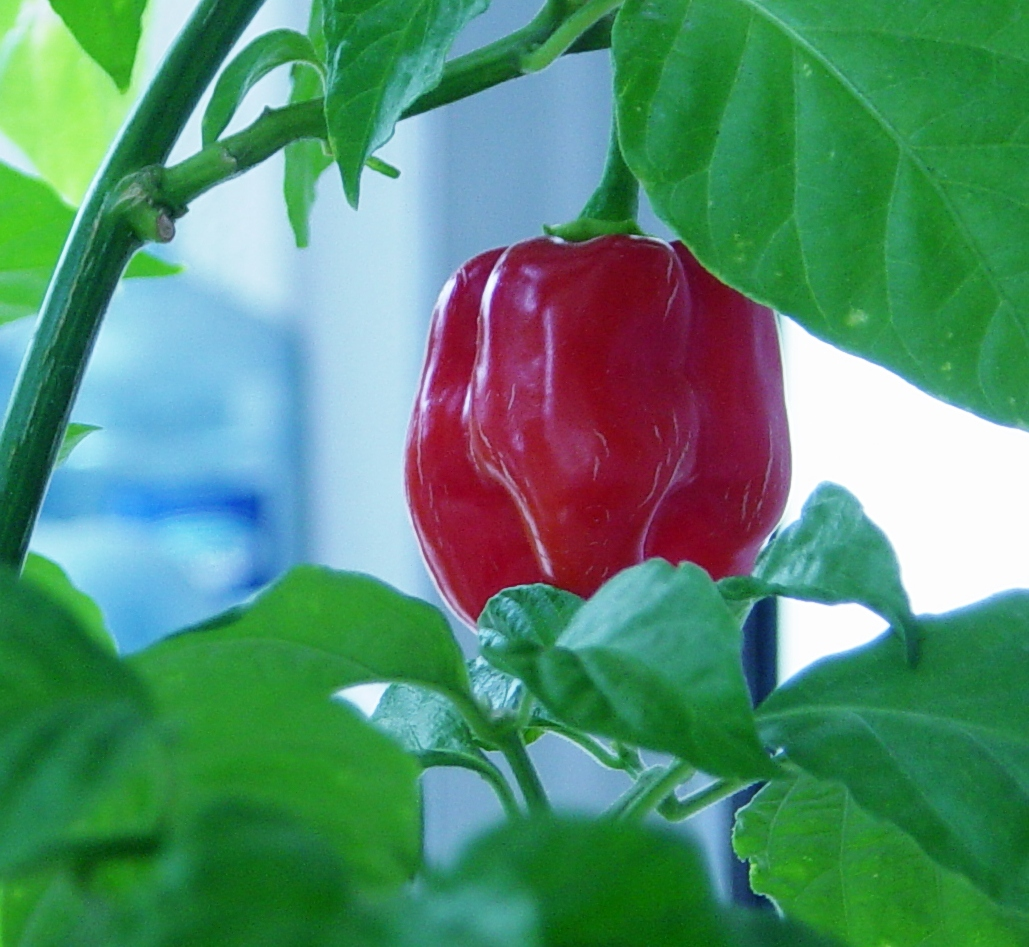
萨维那红辣椒

萨维那红辣椒（Red Savina pepper），也叫哈瓦那红辣椒、红色杀手辣椒、墨西哥魔鬼椒，是传统黄灯笼辣椒（habanero chili）的一个栽培变种，选择性培育的目的是生产味道更辣、重量更沉、和个头儿更大的辣椒品种。
加利福尼亚沃尔纳特GNS香料公司（GNS Spices）的弗兰克·加西亚（Frank Garcia）被认为是此品种的培育者，加西亚没有揭示其最辣品质遗传基因线的选育方法。此萨维那红辣椒受美国植物品种保护法保护。
1994年，吉尼斯世界纪录认定：萨维那红辣椒是地球上最辣的辣椒，直至2007年2月被印度断魂椒取代。
萨维那红辣椒被测出的辛辣度为577,000 史高維爾指標（SHU），此数据没有得到进一步证实；2005年，新墨西哥大学哈瓦那辣椒研究所的一个研究小组，发布了其平均辣度值为248,556 SHU，小组人员包括董事级（最高级别教授）教授保罗W.波士兰德。橙色的哈瓦那辣椒的辣度可以达到357,729 SHU，但平均辣度值在200,000 SHU左右。印度断魂椒（Bhut Jolokia pepper）的辣度值为1,019,687 SHU。
哈瓦那红椒目前被用作很多食品的香料添加物。科学家们在继续研究此种辣椒对人的健康和营养整体上的益处，此益处包括：
- 助消化-Improvement of digestion.
- 通肠胃-Alleviates congestion.
- 降低胆固醇-Cholesterol lowering abilities.
- 降血压-Blood pressure lowering abilities.
- 促进脂肪氧化分解-Improved fat oxidation.
- 降低三酸甘油脂-Triglyceride lowering.
- 防止血块凝聚-Blood clot prevention.
- 加强循环系统-Improvement in circulation.
- 防心脏病和癌症-Heart disease and cancer prevention.

哈瓦那红椒虽然辛辣，在食用上会带给人极度不舒适感，但是它的益处数不胜数远胜其缺点。